# Gay's the Word
Gay's The Word es una librería situada en la calle Marchmont, número 66, en el distrito de Bloomsbury, en Londres. Es la única librería dedicada exclusivamente al público LGBT del Reino Unido. En 2009 celebró su aniversario número 30.
Inspirado por la emergencia y el desarrollo de las librerías en los Estados Unidos, un pequeño grupo de pioneros gays y socialistas fundaron la librería en 1979. Se barajaron varios locales, incluyendo algunos en Covent Garden, que estaba siendo reformado, antes de abrir en la calle Marchmont. La reluctancia inicial del consejo de Camden para dar el permiso fue superada gracias a la ayuda de Ken Livingstone, por aquel entonces consejero en Camden y más tarde alcalde de Londres.

## Historia
Desde sus comienzos, la tienda ha sido usada como centro de información de la comunidad para lesbianas y gais. Un gran área con sofás en la parte de atrás permitía encontrarse con los amigos y tomar un café, o revisar las noticias, los acontecimientos próximos y las listas de grupos gais en los tablones de anuncios. Había un piano que podía ser empleado en tardes musicales y sobre el piano se encontraban las notas del musical que inspiró el nombre de la librería, Gay's The Word de Ivor Novello. Además de una librería y de un lugar de encuentro, varias comunidades y grupos empleaban la librería tras las horas de apertura para hacer sus reuniones. Algunas de las organizaciones que empleaban el local eran Icebreakers, el Lesbian Discussion Group («Grupo de discusión lésbico», que sigue funcionando después de 27 años), Gay Black Group («Grupo gay negro») y el Gay Disabled Group («Grupo gay de discapacitados»). También era el centro de las populares reuniones mensuales de TransLondon. El piano ha desaparecido hace tiempo, pero el café y el tablón de anuncios gratuito sigue siendo usado y cientos de personas entran todas las semanas para recoger las revistas gais gratuitas.
Cuando la librería fue fundada hace 30 años, los libros de temas gais no estaban disponibles en general. Los primeros boletines informativos listaban algunas librerías radicales que vendían libros gais en el Reino Unido y Gay News tenía un excelente y pionero servicio de pedido por correo. El movimiento gay de los Estados Unidos de este periodo era especialmente intenso y produjo una cantidad inmensa de literatura, creándose numerosas pequeñas editoriales. Gay's The Word tenía que importar gran parte de su fondo de los EE. UU., ya que en el Reino Unido no se publicaban suficientes títulos. Las editoriales gais y lésbicas que más tarde se instalarían en Reino Unido incluyen Gay Men's Press, Brilliance Books, Onlywomen Press y Third House.  
En 1984, el servicio de aduanas del Reino Unido, asumiendo que la librería era una tienda de pornografía más que una librería seria, montó un gran asalto y confiscó material con un valor de varios miles de libras. Obras de Tennessee Williams, Gore Vidal, Christopher Isherwood y Jean Genet se encontraban entre las obras confiscadas. Los gerentes de la librería fueron acusados finalmente de conspiración para importar libros indecentes, de acuerdo a la ley Customs Consolidation Act de 1876. Al contrario que en el caso de la ley de publicaciones obscenas británica que trata sobre los materiales publicados en el Reino Unido, el Customs Consolidation Act de 1876 no hacía excepciones por valor artístico o literario dentro de los títulos que debían ser confiscados por aduanas. La diferencia entre las dos leyes producía la paradoja de que se podía publicar un libro en el Reino Unido, pero era ilegal importar exactamente el mismo libro. Se inició una campaña y se creó un fondo de ayuda que llegó a reunir 50.000£. Muchos escritores famosos dieron su apoyo y Gore Vidal donó 3000£. Se editaron artículos en periódicos, varios miembros del parlamento visitaron la librería y se realizaron algunas preguntas en la Cámara de los Comunes.

"I examined a parcel on February 13, 1981. I had selected it because it was addressed to the Gay's the Word bookshop which suggested a homosexual content" [...] Mr Riley said that he found copies of the book The Joy of Gay Sex in the parcel.
«Examiné un paquete el 13 de febrero de 1981. Lo elegí porque estaba dirigido a la librería Gay's the Word, lo que sugería contenido homosexual» [...] El Sr. Riley dijo que encontró copias del libro The Joy of Gay Sex («El disfrute del sexo») en el paquete.
Funcionario de aduanas en la corte de magistrados del norte de Londres 25 de junio de 1985

La denuncia fue finalmente retirada.
La librería ha sido sede de muchas lecturas y sesiones de autógrafos de autores conocidos y emergentes. Allen Ginsberg, Edmund White, David Leavitt, William Corlett, Armistead Maupin, Jake Arnott, Charlotte Mendelson, Patrick Gale y Neil Bartlett han leído en la librería. También se han realizado charlas de los biógrafos Neil McKenna (Secret Life of Oscar Wilde), Sheila Rowbotham (Edward Carpenter); historiadores Matt Cook (A Gay History of Britain) y Matt Houlbrook (Queer London); y muchos otros académicos gais y lésbicos. 
Un documental sobre la librería realizado por Douglas Belford se presentó en 2006 en el London Lesbian and Gay Film Festival y puede ser visto en Youtube.
El 8 de agosto de 2011 el escaparate de la librería fue destrozado por un grupo de jóvenes en bicicleta que lanzaron piedras, huyendo posteriormente. Los motivos de la acción no han sido aclarados, pudiendo haber estado relacionada con los disturbios en otras zonas de Londres o con un ataque homófobo, ya que las lunas de las tiendas de los alrededores no fueron vandalizadas.

## Campañas
El aumento del alquiler y las ventas de libros por Internet llevaron a la librería a una situación límite en 2007, temiéndose su cierre. La librería lanzó una campaña para mantenerse abierta que obtuvo una gran cobertura de periódicos como The Guardian, The Times y The Independent, así como de la prensa LGBT, como QX y Boyz. Los trabajadores de la librería se vieron sorprendidos del éxito, llegando a leerse la noticia en blogs de Rusia, Australia, Estados Unidos y Europa continental. El futuro parece asegurado por el momento. Sarah Waters comentó sobre la situación:

Gay's The Word is still Britain's best outlet for lesbian, gay and trans-interest books. The stock is wonderfully wide-ranging, the staff are friendly and knowledgeable and the atmosphere's great. I've been shopping there for years and I'm delighted that it's still going strong
Gay's The Word todavía es la mejor tienda para libros de interés para lésbianas, gays y trans de Gran Bretaña. El fondo bibliográfico es maravillosamente amplio, el personal el amable y entendido y el ambiente es genial. He estado comprando allí durante años y me alegra muchísimo de que todavía le vaya bien.
Sarah Waters

La librería es uno de los mayores proveedores de bibliotecas y centros de estudios en el Reino Unido y disemina literatura que promociona la igualdad, la comprensión y la libertad de información.